# تپه گوی سده
تپه گوی سده مربوط به عصر مس و سنگ - عصر برنز - عصر آهن - دوره اشکانیان است و در شهرستان ابهر، بخش مرکزی، دهستان دولت آباد، ۲۳۸۰ متری روستای گلی، حد فاصل خوشنام و گلی واقع شده و این اثر در تاریخ ۲۶ دی ۱۳۸۶ با شمارهٔ ثبت ۲۰۵۱۵ به‌عنوان یکی از آثار ملی ایران به ثبت رسیده است.